# Thonburi (Schiff)
Die Thonburi (thailändisch เรือหลวงธนบุรี, andere Schreibweise Dhonburi) war ein Küstenpanzerschiff/Panzerkanonenboot und Typschiff der gleichnamigen Klasse der Königlich Thailändischen Marine. Benannt war sie nach dem Königreich Thonburi.

## Geschichte
Der Bauauftrag für die spätere Thonburi wurde an das japanische Unternehmen Kawasaki vergeben, welches das Schiff am 12. Januar 1936 auf seiner Werft in Kōbe auf Kiel legte. Der Stapellauf erfolgte am 31. Juli 1937 und die Indienststellung am 31. Januar 1938. Sie war das Typschiff der gleichnamigen Klasse, die nur aus ihr und dem Schwesterschiff Sri Ayudhya bestand. Beide Schiffe waren im Prinzip Küstenpanzerschiffe. Eine von Erich Gröner erstellte Skizze der Klasse ist in Weyers Taschenbuch der Kriegsflotten von 1943/44 wiedergegeben.
Während des Französisch-Thailändischen Krieges wurde die Thonburi am 17. Januar 1941 im Seegefecht von Koh Chang eingesetzt und durch Einheiten des französischen Ostasiengeschwaders (Leichter Kreuzer La Motte-Picquet) schwer beschädigt.
Die Thonburi wurde in Japan repariert, jedoch formal nicht wieder in Dienst gestellt. Sie diente jedoch bis 1959 offenbar stationär als Schulschiff. Vermutlich wurde sie danach abgewrackt. Ihre Brücke und ihr vorderer Turm stehen bis in die Gegenwart als Denkmal auf dem Außengelände der Thailändischen Marineakademie in Samut Prakan.